# NGC 4006
NGC 4006 est une vaste galaxie elliptique située dans la constellation de la Vierge. NGC 4006 a été découverte par l'astronome britannique John Herschel en 1828.

## Caractéristiques
Sa vitesse par rapport au fond diffus cosmologique est de 6 212 ± 65 km/s, ce qui correspond à une distance de Hubble de 91,6 ± 6,5 Mpc (∼299 millions d'al).